# Герои (группа)
Герои — российская музыкальная группа, созданная бывшими членами детской музыкальной группы «Волшебники двора».

## История
Группа «Герои» была создана 14 июня 2011 года.
14 февраля 2011 года группа Герои представила на YouTube дебютное видео на песню «Моё маленькое глупое сердце». Режиссёр видео — Ткаченко Сергей, слова — Наталия Осошник, музыка — Виталий Осошник. Позже, 14 июня, состоялась премьера клипа на телеканалах: Музыка Первого, МузТВ, RUTV, Russian Music Box и др. Именно этот день формально считается днём рождения группы.
1 августа 2011 года группа номинирована на Премию OE TV Video Awards в категории «Прорыв Года» 
16 сентября 2011 год группа «Герои» представила новое видео на песню «Любовь — это химия». Режиссёр видео — Ткаченко Сергей, слова — Наталия Осошник, музыка — Виталий Осошник.
7 февраля 2012 года коллектив выпустил клип на песню «Километры». На этот раз режиссёром выступил Роман Трофимов. А 23 апреля состоялась премьера анимационного клипа «Закаты Алые».
12 марта 2013 года состоялась премьера видео на песню «Пока мы молоды».
19 ноября 2013 года группа получила премию телеканала Russian MusicBox в номинации «Лучшая Раскрутка».
В 2014 году Всеволод Тарасов ушёл из группы.
В феврале 2014 года коллектив выпустил новый сингл — «DЕТКА». Далее был выпущен и клип на этот сингл.
В 2014 группа была номинирована на премию «Kids’ Choice Awards 2014» в категории «Любимая российская группа»..
4 ноября состоялся релиз дебютного альбома группы — «Пока мы молоды».
5 октября 2015 года состоялась премьера песни «Капая воском», автором слов которой является фронтмен группы «Герои» Михаил Пунтов.
10 марта 2016 года состоялась премьера клипа «Руки вверх». Ребята устроили благотворительную акцию «Поднимите руки вверх».
12 ноября 2016 года группа Герои стала победителем Национальной Премии «Открытие» в области культуры, политики и бизнеса журнала Melon Rich в номинации «Лучший бойз бэнд». 
ноябрь 2016 года — группа Герои стала победителем Премии OOPS! CHOICE AWARDS "Издательского дома «Бурда»— 2016 в номинации Группа Года 
25 ноября 2016 года — группа Герои выпустила сингл и лирик видео на песню #ДоживемДоПятницы  Песня сразу попала в топ 5 самых прослушиваемых песен Яндекс Музыки 
15 января 2017 года группа Герои стала победителем Премии Наш Топ 2016 в номинации «Лучшая группа — 2016» 
11 декабря 2017 года — группа Герои выпустила альбом «Будем счастливы», состоящий из 24 песен — новых, уже известных хитов, а также караоке-версий. В альбом вошло пять известных клипов, а также лирик видео на песню #ДоживемДоПятницы.

## Альбомы
- 2014 — Пока мы молоды
- 2015 — Beautiful Life (Remixes)
- 2017 — Будем счастливы

## Видеография
| Год  | Песня                       | Режиссёр          |
| ---- | --------------------------- | ----------------- |
| 2011 | Мое маленькое глупое сердце | Сергей Ткаченко   |
| 2011 | Любовь — это химия          | Сергей Ткаченко   |
| 2012 | Километры                   | Роман Трофимов    |
| 2012 | Закаты Алые                 | Валерий Шкловский |
| 2013 | Пока мы молоды              | Сергей Ткаченко   |
| 2014 | Детка                       | Александр Игудин  |
| 2014 | Вечность                    | группа «Герои»    |
| 2016 | Руки вверх                  | Alex-ike          |